# مولان (فلم 2020)
مولان (بالإنجليزية: Mulan) هو فيلم درامي أمريكي 2020 من إنتاج والت ديزني بيكتشرز. من إخراج نيكي كارو من سيناريو لريك يافا وأماندا سيلفر ولورين هاينك وإليزابيث مارتن، وهو تكيف مباشر لفيلم ديزني للرسوم المتحركة 1998 الذي يحمل نفس الاسم، وهو مستوحى من قصة الفولكلور الصيني مولان . تقوم ببطولة الفيلم ليو يي فاي  ، إلى جانب دوني ين وتسي ما وجايسون سكوت لي و يوسون آن و رون يوان وغونغ لي وجت لي في الأدوار الداعمة. في الفيلم، تتنكر هوا مولان، الابنة الكبرى لمحارب محترم، في هيئة رجل لتحل محل والدها المريض أثناء التجنيد العام لمواجهة جيش روران في إمبراطورية الصين. بدأت خطط إعادة صنع الحركة الحية في عام 2010، لكن المشروع توقف في جحيم التنمية لمعظم العقد. جرى التصوير في نيوزيلندا والصين في الفترة من أغسطس إلى نوفمبر 2018. وخلال فترة الإنتاج ، كان الفيلم موضوع العديد من الجدل، بما في ذلك التغييرات في المواد المصدر والتصوير في شينجيانغ في ضوء الإبادة الجماعية الأويغور ومعسكرات الاعتقال في شينجيانغ. تلقى الفيلم أيضًا انتقادات بسبب فريق الإنتاج الذي يتكون بشكل كبير من أشخاص من أصل غير صيني. وشمل ذلك تعيين كارو، وليس مخرجًا آسيويًا.
عقد مولان العرض العالمي الأول له في مسرح دولبي في هوليوود في 9 مارس 2020. كان من المقرر في الأصل عرض الفيلم على نطاق واسع في وقت لاحق من ذلك الشهر، ولكن تم إلغاؤه في الولايات المتحدة بعد تأجيله عدة مرات بسبب جائحة COVID-19 . بعد ذلك، تم إصدار الفيلم في 4 سبتمبر 2020 بواسطة ديزني+ مقابل رسوم مميزة تُعرف باسم الوصول الممتاز في البلدان التي تم إطلاق الخدمة فيها. كان للفيلم إصدار مسرحي تقليدي في البلدان التي لا تحتوي على ديزني+ حيث أعيد افتتاح المسارح. نظرًا لإصداره المسرحي المحدود بشكل عام نتيجة للوباء، فقد حقق الفيلم أقل من 70 مليون دولار بقليل (لا يشمل عائدات ديزني+ الوصول الممتاز) مقابل ميزانية إنتاج قدرها 200 مليون دولار.
تلقى الفيلم تقييمات إيجابية بشكل عام من النقاد الغربيين، الذين أشادوا بتسلسل الحركة والأزياء والعروض، ولكن تم انتقادهم بسبب السيناريو والتحرير. ومع ذلك، فقد تلقت مراجعات غير مواتية من محبي النقاد الأصليين والصينيين، الذين انتقدوا تطور الشخصية ، وأخطاءها الثقافية والتاريخية، وتصويرها للشعب الصيني. في حفل توزيع جوائز الأوسكار رقم 93 وجائزة اختيار النقاد السادسة والعشرين، تلقى الفيلم ترشيحات لتصميم الأزياء والتأثيرات المرئية، بالإضافة إلى إيماءة أفضل مؤثرات بصرية خاصة في حفل توزيع جوائز الأكاديمية البريطانية للأفلام رقم 74.

## القصة
في الإمبراطورية الصينية، هوا مولان فتاة مغامرات ونشطة، مما أصاب والديها تشو ولي، اللذين يأملان في أن تتزوج يومًا ما من زوج صالح. بصفتها امرأة شابة، يتم ترتيب مولان للقاء الخاطبة لإثبات لياقتها كزوجة مستقبلية. تحاول مولان، مرتبكةً، سكب الشاي أمام الخاطبة، لكن عنكبوتًا يخيف الأخت الصغرى السابقة تشو، مما تسبب عن طريق الخطأ في حادث مؤسف دمر إبريق الشاي، مما دفع الخاطبة إلى وصفها بأنها وصمة عار أمام عائلتها.
إلى الشمال، تم غزو موقع إمبراطوري من قبل محاربي روران، تحت قيادة بوري خان. يتم مساعدتهم من قبل الساحرة اكتشانينغ، التي تستخدم سحرها لتظهر كجندي على قيد الحياة وإبلاغ إمبراطور الصين بالهجوم؛ ثم أصدر مرسوم تجنيد يأمر كل أسرة بالمساهمة برجل واحد لمحاربة قوات خان. يصل الجنود الإمبراطوريون إلى قرية مولان لتجنيد المجندين ويضطر تشو إلى التعهد بخدمته لأنه ليس لديه أبناء، وسقط على الفور أمام الجنود بسبب ساقه المعطلة. بعد أن أدركت أن والدها ليس لديه فرصة للبقاء على قيد الحياة، هرب مولان مع درعه وحصانه وسيفه لينضموا إلى مكانه. يصل مولان إلى معسكر التدريب، الذي يديره القائد تونغ، الرفيق القديم لتشو. إلى جانب العشرات من المجندين الآخرين عديمي الخبرة، أصبحت في النهاية جنديًا مدربًا تحت وصايته دون الكشف عن هويتها الحقيقية. يواصل جيش خان التقدم، مما أجبر تونغ على إنهاء التدريب مبكرًا وإرسال كتيبته للقتال.
تطارد مولان بعض القوات بمفردها، لكن اكتشانينغ تواجهها، التي تسخر منها لتظاهرها بأنها رجل. حاولت قتل مولان، لكن هجماتها أوقفها الجلد الذي كان صندوق مولان ملزمًا بإخفاء هويتها به. تخلع مولان قناعها الذكوري، وتعود إلى المعركة تمامًا كما بدأت عائلة روران في مهاجمة زملائها الجنود بمنجنيق. تستخدم مولان الخوذات المهملة ومهاراتها في الرماية للمناورة بالمنجنيق لإطلاق النار على جبل ثلجي، مما تسبب في انهيار جليدي دفن روران. تعود مولان إلى المخيم وتنقذ تشين هونغوي، الجندي الذي صادقته في المخيم. غير قادر على إخفاء جنسها الحقيقي بعد الآن، تم طردها من الجيش وبدأت في العودة إلى المنزل. في طريقها ، واجهتها اكتشانينغ، التي كشفت أنها أيضًا منبوذة من قبل شعبها وتقاتل من أجل بوري خان فقط لأنه يعاملها على قدم المساواة ولا أحد يفعل ذلك. بالإضافة إلى ذلك ، كشفت أن الهجمات على البؤر الاستيطانية كانت بمثابة تحويل، حيث أن خطة خان الحقيقية هي القبض على الإمبراطور وإعدامه لقتل والده.
مع المخاطرة بالإعدام، عادت مولان إلى كتيبتها لتحذيرهم من الاستيلاء الوشيك. دافع الجنود الذين صادقتهم معها، وقرر تونغ تصديقها، وسمح لها بقيادة وحدة إلى قصر الإمبراطور. تستخدم اكتشانينغ سحرها لتكون في صورة المستشار الإمبراطوري وتقنع الإمبراطور بقبول تحدي بوري خان للقتال الفردي، أثناء إزالة حراس المدينة من مواقعهم. يُقتل الحراس ، ويستعد آل روران لحرق الإمبراطور حياً. وحدة مولان تشتت انتباه آل روران بينما يذهب مولان لإنقاذ الإمبراطور. يحاول خان اقتناصها بسهم، لكن اكتشانينغ، المتعاطفة مع مولان وخيبة الأمل من خان، تتحول إلى صقر وتضحي بنفسها من خلال اعتراض السهم.
تقتل مولان خان ، ولكن ليس قبل أن ينزع سلاحها ويدمر سيف والدها. إنها تحرر الإمبراطور، الذي يعرض عليها السماح لها بالانضمام إلى حرسه الشخصي. ترفض العرض وتعود إلى قريتها. لم شمل مولان بأسرتها. مبعوث من الإمبراطور، بقيادة القائد تونغ، يصل لتقديم سيف جديد لمولان، بينما يطلب شخصيًا أن تنضم إلى الجيش الإمبراطوري كضابط.

## روابط خارجية
- مولان على موقع IMDb (الإنجليزية)
- مولان على موقع ميتاكريتيك (الإنجليزية)
- مولان على موقع روتن توميتوز (الإنجليزية)
- مولان على موقع قاعدة بيانات الأفلام العربية
- مولان على موقع ألو سيني (الفرنسية)
- مولان على موقع أول موفي (الإنجليزية)
- مولان على موقع بوكس أوفيس موجو (الإنجليزية)
- مولان على موقع فيلمافينيتي (الإسبانية)
- مولان على موقع قاعدة بيانات الأفلام السويدية (السويدية)
- مولان على موقع قاعدة بيانات الفيلم (الإنجليزية)